# ديوان الموظفين العام (فلسطين)
ديوان الموظفين العام في دولة فلسطين هو مؤسسة حكومية غير وزارية مستقلة تأسست وفق مرسوم رئاسي صَدر في 11 أكتوبر 1994. يُعد الديوان الجهة التي تتولى الرقابة على نظم وإجراءات شؤون الخدمة المدنية، وتنظيم شؤون التوظيف ووضع الإجراءات التفصيلية اللازمة للتنفيذ ومراقبة الأجهزة الحكومية، بالإضافة إلى تقديم دراسات وبحوث تتعلق بتطوير الخدمة المدنية. يقع مقر الديوان في حي أم الشرايط في مدينة البيرة.
دُمجت مديرية الجهاز الحكومي في قطاع غزة إلى ديوان الموظفين العام.

## رؤساء الديوان
يرأس الديوان رئيس بدرجة وزير يرتبط بمجلس الوزراء، ويُعين بواسطة الرئيس.
- محمد عبد العزيز أبو شريعة، عُين في 11 أكتوبر 1994 مديرًا عامًا للديوان.[1] وفي 17 أغسطس 1995 عُين رئيسًا له وأُتبع له كل من مدير عام الديوان في قطاع غزة والضفة الغربية.[5] استمر حتى إحالته إلى التقاعد في 2 مايو 2005.[6]
- جهاد حمدان، عُين في 4 يناير 2006 واستمر حتى عام 2010.[7] (كان قائمًا بأعمال رئيس الديوان منذ مايو 2005)
- حسين عبد الله حسين الأعرج، عُين في 26 أبريل 2010 واستمر حتى عام 2011.[8]
- موسى محمود مصطفى أبو زيد عُين في 9 فبراير 2011 ولا يزال.[9]